# Institut national des sciences appliquées Centre-Val de Loire
 (novembre 2024).
Fondé en 2014, l’institut national des sciences appliquées Centre Val de Loire (INSA CVL) est l'une des 204 écoles d'ingénieurs françaises accréditées au 1er septembre 2020 à délivrer un diplôme d'ingénieur. Elle est ainsi l'une des 222 grandes écoles française (sur les 3500 établissements d'enseignement supérieur que compte le pays).
Il est composé de trois campus : Blois dans le département de Loir-et-Cher, Bourges dans le département du Cher, en Centre-Val de Loire et Hué au Vietnam.
Membre du groupe INSA, l'INSA CVL est issu de la fusion entre l'école nationale d'ingénieurs du Val de Loire (ENIVL), l'école nationale supérieure d'ingénieurs de Bourges (ENSIB) et l'École nationale supérieure de la nature et du paysage de Blois (ENSNP).
L'INSA CVL est classé 34/92 dans le classement du Figaro 2025 des meilleures écoles d'ingénieurs françaises post bac.
L'INSA CVL est classé 52/127 dans le classement l'Usine Nouvelle 2025 des meilleures écoles d'ingénieurs françaises, ce qui en fait la deuxième INSA du classementderrière l'INSA Lyon.
L'INSA CVL est classé 76/170 dans le classement L'Étudiant 2024.

## Historique
L'école nationale d'ingénieurs du Val de Loire (ENIVL) a été créée en 2006, en remplaçant l'école d'ingénieurs du Val de Loire (EIVL) créée en 1993. C'était un établissement public à caractère administratif (EPA), membre du groupe des écoles nationales d'ingénieurs (ENI).
L'école nationale supérieure d'ingénieurs de Bourges (ENSIB), quant à elle, a été créée en 1997. C'était également un établissement public à caractère administratif.
L'institut national des sciences appliquées Centre Val de Loire (INSA CVL) voit le jour en 2014, à la suite de la fusion de ces deux écoles, rejoignant alors le groupe des instituts nationaux des sciences appliquées (INSA). Comme les autres INSA, l’institut est un établissement public à caractère scientifique, culturel et professionnel (EPSCP). 
En 2015, l’école nationale supérieure de la nature et du paysage de Blois (ENSNP), créée en 1993 est intégrée au nouvel ensemble. La même année, l'INSA Centre Val de Loire intègre également l'université confédérale Léonard de Vinci.

## Formations

### Diplôme d'ingénieur
La formation initiale d'ingénieur dure cinq ans, après le baccalauréat. Il est néanmoins possible d'intégrer l'INSA CVL en 2e, 3e, et 4e années.
La première année, qui se déroule au campus de Blois, est commune à toutes les spécialités. Il s'agit d'un tronc commun en sciences et technologies pour l'ingénieur. En entrant en deuxième année, les étudiants doivent choisir une pré-spécialisation. Selon ce choix, la formation a lieu soit à Blois, soit à Bourges.
De la troisième à la cinquième année, les étudiants sont inscrits à l’une des quatre spécialités de l’école :
| Intitulé de la spécialité du diplôme d'ingénieur     | Statut                                                  | Habilitation | Label   |
| ---------------------------------------------------- | ------------------------------------------------------- | ------------ | ------- |
| Maitrise des risques industriels/Gestion des Risques | Formation initiale sous statut d'étudiant               | Maximale     | EUR-ACE |
| Génie des systèmes industriels/Génie Industriel      | Formation initiale sous statut d'étudiant ou d'apprenti | Maximale     | EUR-ACE |
| Sécurité et technologies informatiques               | Formation initiale sous statut d'étudiant ou d'apprenti | Maximale     | EUR-ACE |
| Énergie, risques, environnement                      | Formation initiale sous statut d'apprenti               | Maximale     | EUR-ACE |

Il est également possible d'obtenir le diplôme d'ingénieur INSA CVL par voie d'apprentissage ou par voie continue.
Depuis septembre 2016, l'institut propose plusieurs cursus accessibles dès la 1re année : sport, arts, et musique/théâtre.

### Diplôme d'État de paysagiste
Grâce à l'ex-école nationale supérieure de la nature et du paysage de Blois, qui est devenue l'un des départements de l'INSA Centre Val de Loire, les étudiants peuvent également suivre une formation de paysagiste, conférant le grade de master. Cette formation comprend des enseignements scientifiques et techniques, des enseignements de sciences humaines et sociales, des cours de communication et management, des enseignements de communication graphique et de représentation de l’espace et des projets de paysage. Les étudiants effectuaient également des stages individuels de 2 mois par an et ainsi qu'un travail de fin d’études (TFE) pendant 6 mois en cinquième année[source insuffisante].

### Masters
L'école propose également plusieurs masters en partenariat avec différentes universités :
| Mention du master                             | Organisme partenaire                        |
| --------------------------------------------- | ------------------------------------------- |
| Risques et environnement                      | Université d'Orléans                        |
| Informatique Mobile Intelligente et Sécurisée | Université d'Orléans                        |
| Electronics, Electrical Energy and Automatics | Université de Tours                         |
| Mécatronique                                  | Université de Tours et Université d'Orléans |

### Recherche
L’INSA Centre Val de Loire délivre le doctorat et exerce la co-tutelle de 6 laboratoires.

## Pôles de compétitivité
L'école est impliqué dans cinq pôles de compétitivité : Elastopôle, Sciences et systèmes de l’énergie électrique (S2E2), Cosmetic Valley, ViaMéca, Pôle Risques PACA. Il coordonne le Pôle National des Risques Industriels (PNRI).

## Admission
L'INSA Centre Val de Loire admet des candidats en 1re, 2e, 3e et 4e années. Le processus de sélection est différent en fonction de l'origine du candidat (année d'étude, type de diplôme, etc.).

## Campus
Les locaux de l'INSA Centre Val de Loire sont répartis sur plusieurs sites :
- Le campus de Blois
- Le campus de Bourges
- Le campus d'Hué (Vietnam)

Le campus de Blois est réparti sur les locaux de l'École nationale d'ingénieurs du Val de Loire et de l'École nationale supérieure de la nature et du paysage de Blois

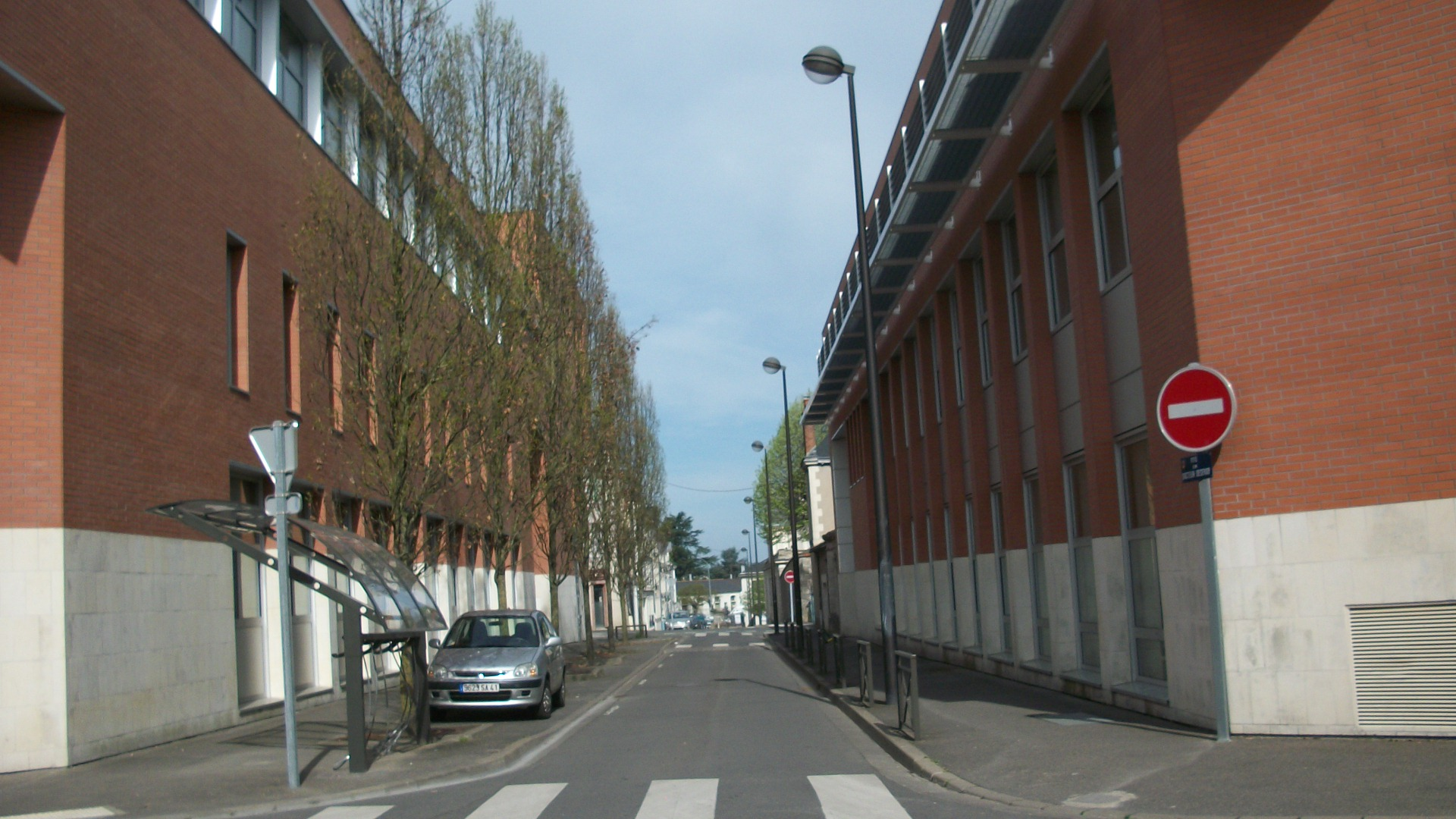
Locaux rue Desfray - Campus Blois
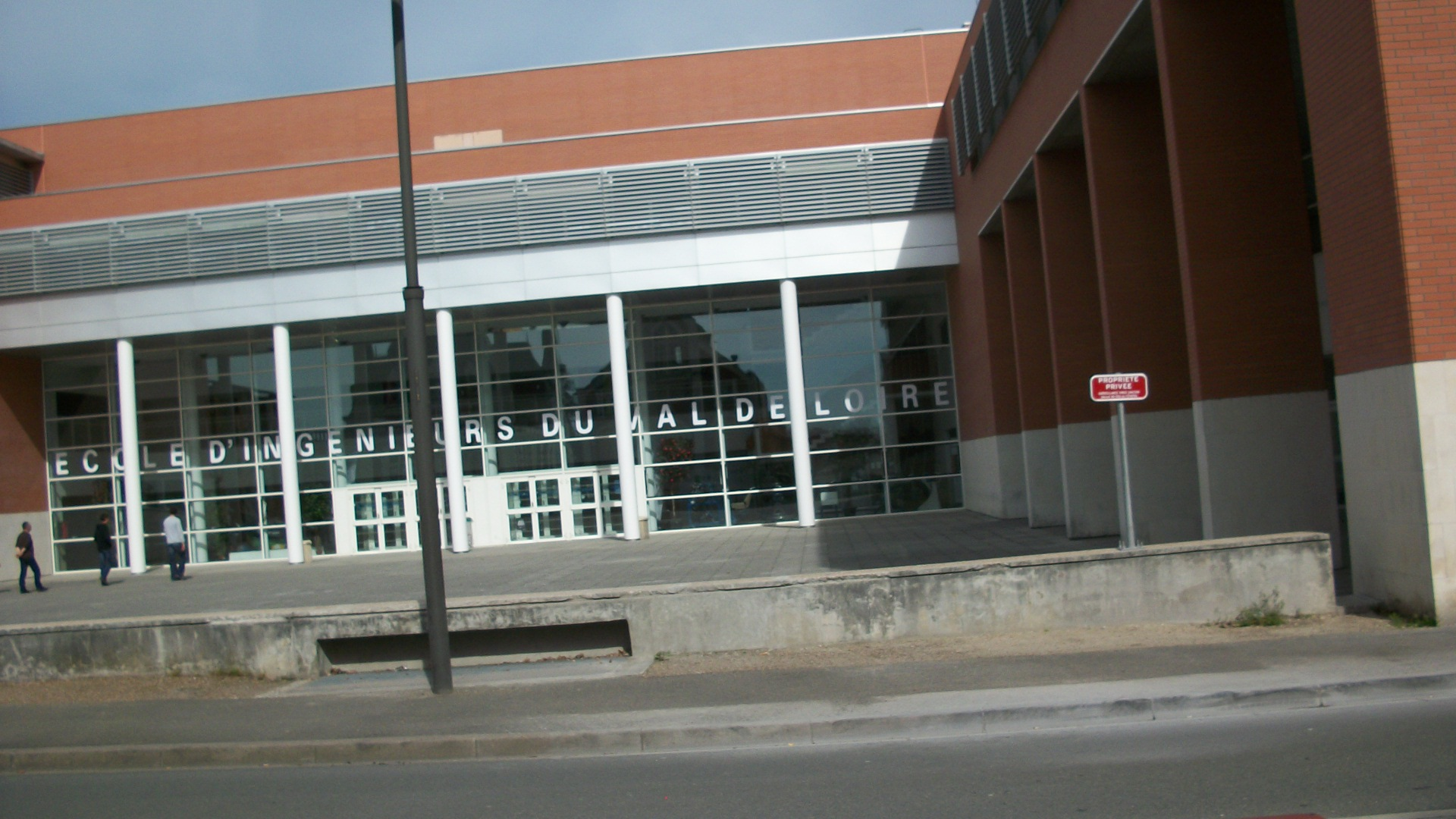
Locaux principaux - Campus Blois
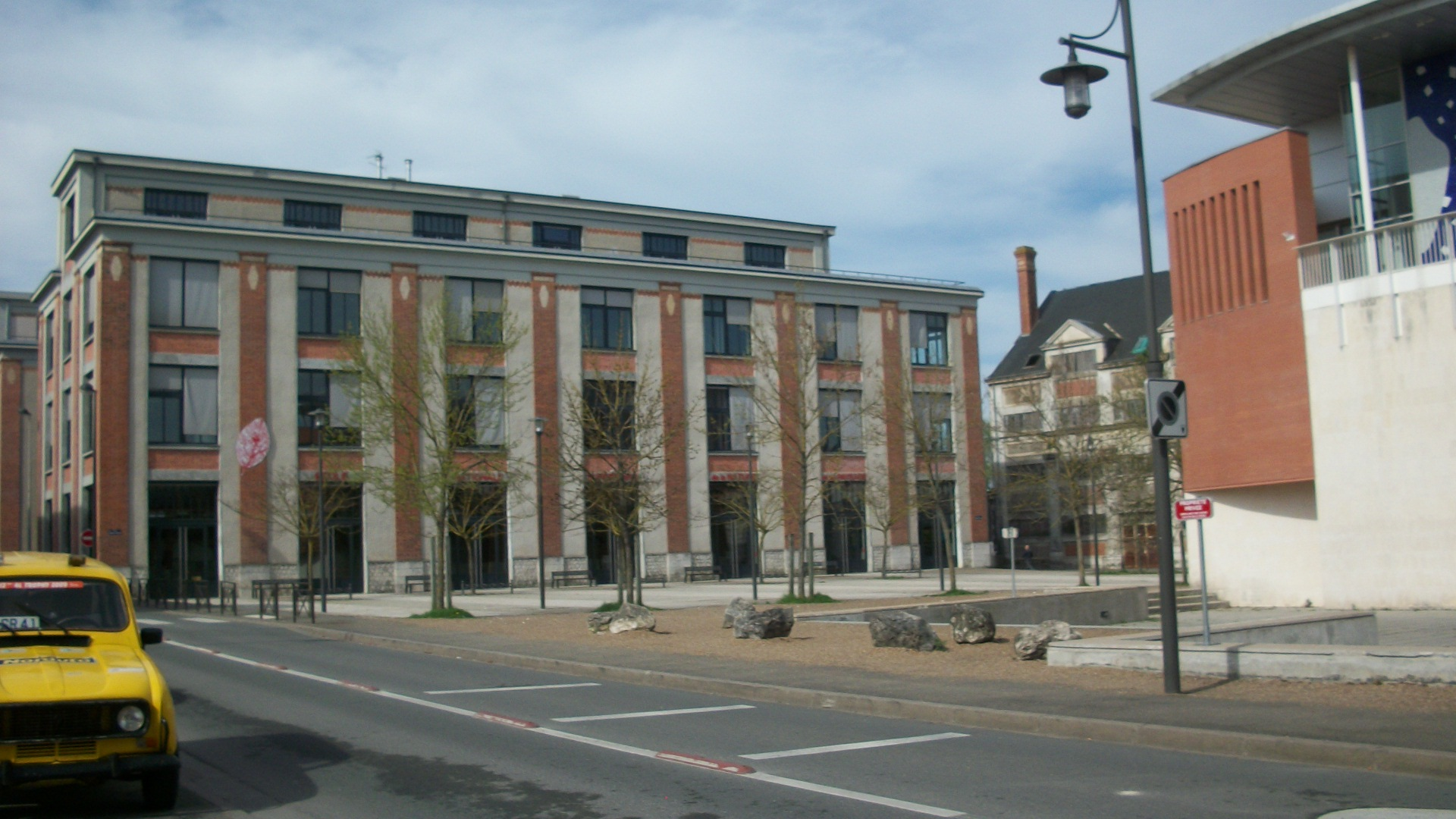
Locaux École du Paysage - Campus Blois

## Évolution démographique
Évolution démographique de la population universitaire 

| 2013  | 2014  | 2015  | 2016  | 2017  | 2018  | 2019  | 2020  |
| ----- | ----- | ----- | ----- | ----- | ----- | ----- | ----- |
| 1 151 | 1 413 | 1 550 | 1 594 | 1 632 | 1 654 | 1 674 | 1 717 |

| 2021  | 2022  | - | - | - | - | - | - |
| ----- | ----- | - | - | - | - | - | - |
| 1 707 | 1 764 | - | - | - | - | - | - |